# Ben Schadler
Bernard R. "Ben" Schadler (Benton Harbor, Míchigan, 9 de marzo de 1924-Camas, Washington, 30 de enero de 2015) fue un jugador de baloncesto estadounidense que disputó una temporada en la BAA, además de jugar en la NBL. Con 1,83 metros de estatura, jugaba en la posición de alero.

## Trayectoria deportiva

### Universidad
Jugó durante tres temporadas en los Wildcats de la Universidad Northwestern, interrumpidas por el servicio militar, donde jugó además al fútbol americano y al béisbol. En su última temporada fue el máximo anotador de su equipo, y elegido mejor jugador del mismo.

### Profesional
Fue elegido en la decimoctava posición del Draft de la NBA de 1947 por los Chicago Stags, donde jugó una temporada, en la que promedió 1,5 puntos por partido.
Al término de la temporada, los Stags rehusaron pagarle los 500 euros estipulados en el contrato por llegar a los playoffs, pidiendo ser traspasado a Minneapolis Lakers, pero fonalmente abandonó el equipo. Fichó entonces por los Detroit Vagabond Kings de la NBL, pero tras 17 partidos el equipo no abonaba los contratos de los jugadores, siendo expulsado de la liga. Recaló entonces en los Waterloo Hawks, que acabó con 30 victorias y 32 derrotas, participando Schadler en 43 partidos. Al año siguiente recibió una oferta de los Sheboygan Red Skins, pero no llegó a materializarse, retirándose del baloncesto en activo.

#### Estadísticas en la BAA

##### Temporada regular
| Temporada | Edad | Equipo        | Liga | P  | TIT | MIN | TC  | TCA | %TC  | 3P | 3PA | %3P | TL  | TLA | %TL  | R.OF. | R.DEF. | REB | ASIS | ROB | TAP | PER | FP  | PTS |
| 1947-48   | 23   | Chicago Stags | BAA  | 37 |     |     | 0.6 | 3.1 | .198 |    |     |     | 0.3 | 0.4 | .769 |       |        |     | 0.2  |     |     |     | 1.1 | 1.5 |
| Total     |      |               | BAA  | 37 |     |     | 0.6 | 3.1 | .198 |    |     |     | 0.3 | 0.4 | .769 |       |        |     | 0.2  |     |     |     | 1.1 | 1.5 |

##### Playoffs
| Temp.   | Edad | Equipo        | Liga | P | MIN | TCA | TC | 3PA | 3P | TLA | TL | R.OF. | REB | ASIS | ROB | TAP | PER | FP | PTS | %TC  | %3P | %FT  | MIN | PTS | REB | AST |
| 1947-48 | 23   | Chicago Stags | BAA  | 4 |     | 5   | 23 |     |    | 0   | 2  |       |     | 1    |     |     |     | 4  | 10  | .217 |     | .000 |     | 2.5 |     | 0.3 |
| Total   |      |               | BAA  | 4 |     | 5   | 23 |     |    | 0   | 2  |       |     | 1    |     |     |     | 4  | 10  | .217 |     | .000 |     | 2.5 |     | 0.3 |